# Gastrochilus
Gastrochilus – rodzaj roślin z rodziny storczykowatych (Orchidaceae). Epifity rosnące w lasach na wysokościach do 3000 m, rzadzien na nizinach. Rośliny wystęują w takich krajach i regionach jak: Andamany, Asam, Bangladesz, Borneo, Kambodża, południowo-cenralne i południowo-wschodnie Chiny, wschodnie i zachodnie Himalaje, Hajnan, Indie, Japonia, Jawa, Korea Południowa i Północna, Laos, Malezja, Mjanma, Riukiu, Nepal, Nikobary, Filipiny, Sri Lanka, Celebes, Sumatra, Tajwan, Tajlandia, Tybet, Wietnam. W samych Chinach występuje 29 gatunków z tego rodzaju.

## Morfologia
PokrójEpifityczne rośliny zielne. Łodyga wznosząca się lub wisząca.
LiścieLiście zwykle ułożone symetrycznie, wąsko eliptyczne lub paskowate, brzeg czasami falisty. Wierzchołek ostro zakończony, lekko skórzasty, płaski. Liście czasem skręcone u nasady i leżący w jednej płaszczyźnie.
KwiatyKwiatostan boczny, często gęsty, baldachowaty, mało lub wielokwiatowy. Kwiaty rozłożyste. Warżka mocna przytwierdzona do podstawy prętosłupa. Dwie pyłkowiny, rzadko cztery.

## Systematyka
Rodzaj sklasyfikowany do podplemienia Aeridinae w plemieniu Vandeae, podrodzina epidendronowe (Epidendroideae), rodzina storczykowate (Orchidaceae), rząd szparagowce (Asparagales) w obrębie roślin jednoliściennych.
Wykaz gatunków
- Gastrochilus acaulis (Lindl.) Kuntze
- Gastrochilus acinacifolius Z.H.Tsi
- Gastrochilus acutifolius (Lindl.) Kuntze
- Gastrochilus affinis (King & Pantl.) Schltr.
- Gastrochilus alatus X.H.Jin & S.C.Chen
- Gastrochilus arunachalensis A.N.Rao
- Gastrochilus bellinus (Rchb.f.) Kuntze
- Gastrochilus brevifimbriatus S.R.Yi
- Gastrochilus calceolaris (Buch.-Ham. ex Sm.) D.Don
- Gastrochilus carnosus Z.H.Tsi
- Gastrochilus changjiangensis Q.Liu & M.Z.Huang
- Gastrochilus ciliaris Maek.
- Gastrochilus corymbosus A.P.Das & Chanda
- Gastrochilus dasypogon (Sm.) Kuntze
- Gastrochilus deltoglossus T.C.Hsu, S.I Hsieh, J.H.Wu & H.C.Hung
- Gastrochilus deminutus J.M.H.Shaw
- Gastrochilus distichus (Lindl.) Kuntze
- Gastrochilus dulongjiangensis Q.Liu & J.Y.Gao
- Gastrochilus fargesii (Kraenzl.) Schltr.
- Gastrochilus flabelliformis (Blatt. & McCann) C.J.Saldanha
- Gastrochilus formosanus (Hayata) Hayata
- Gastrochilus fuscopunctatus (Hayata) Hayata
- Gastrochilus garhwalensis Z.H.Tsi
- Gastrochilus gongshanensis Z.H.Tsi
- Gastrochilus guangtungensis Z.H.Tsi
- Gastrochilus hainanensis Z.H.Tsi
- Gastrochilus hoi T.P.Lin
- Gastrochilus × hsuehshanensis T.P.Lin & S.K.Yu
- Gastrochilus inconspicuus (Hook.f.) Kuntze
- Gastrochilus intermedius (Griff. ex Lindl.) Kuntze
- Gastrochilus japonicus (Makino) Schltr.
- Gastrochilus kadooriei Kumar, S.W.Gale, Kocyan, G.A.Fisch. & Aver.
- Gastrochilus linearifolius Z.H.Tsi & Garay
- Gastrochilus linii Ormerod
- Gastrochilus malipoensis X.H.Jin & S.C.Chen
- Gastrochilus matsudae Hayata
- Gastrochilus matsuran (Makino) Schltr.
- Gastrochilus minutiflorus Aver.
- Gastrochilus nanchuanensis Z.H.Tsi
- Gastrochilus nanus Z.H.Tsi
- Gastrochilus obliquus (Lindl.) Kuntze
- Gastrochilus patinatus (Ridl.) Schltr.
- Gastrochilus pearcei Ormerod & C.S.Kumar
- Gastrochilus pechei (Rchb.f.) Kuntze
- Gastrochilus platycalcaratus (Rolfe) Schltr.
- Gastrochilus prionophyllus H.Jiang, D.P.Ye & Q.Liu
- Gastrochilus pseudodistichus (King & Pantl.) Schltr.
- Gastrochilus puncticulatus Cavestro
- Gastrochilus rantabunensis C.Chow ex T.P.Lin
- Gastrochilus raraensis Fukuy.
- Gastrochilus retrocallus (Hayata) Hayata
- Gastrochilus rutilans Seidenf.
- Gastrochilus saccatus Z.H.Tsi
- Gastrochilus sessanicus A.N.Rao
- Gastrochilus setosus Aver. & Vuong
- Gastrochilus simplicilabius Aver.
- Gastrochilus sinensis Z.H.Tsi
- Gastrochilus somae (Hayata) Hayata
- Gastrochilus sonamii Lucksom
- Gastrochilus sororius Schltr.
- Gastrochilus subpapillosus Z.H.Tsi
- Gastrochilus sumatranus J.J.Sm.
- Gastrochilus sutepensis (Rolfe ex Downie) Seidenf. & Smitinand
- Gastrochilus tianbaoensis Q.Liu & Y.H.Tan
- Gastrochilus toramanus (Makino) Schltr.
- Gastrochilus xuanenensis Z.H.Tsi
- Gastrochilus yunlongensis W.H.Rao, L.J.Chen & Z.J.Liu
- Gastrochilus yunnanensis Schltr.
- Gastrochilus zhenyuanensis Q.Liu & D.P.Ye